# Blériot V
Il Blériot V fu uno dei primi aerei francesi e fu costruito nel 1907 dal pioniere dell'aviazione Louis Blériot. L'aereo fu il primo monoplano costruito da Blériot e riuscì ad effettuare solo qualche piccolo volo, nell'ultimo dei quali fu irrimediabilmente danneggiato in seguito a un pessimo atterraggio. Il Blériot V fu comunque la prima delle macchine sperimentali realizzate da Blériot a raggiungere una qualche forma di successo.

## Storia del progetto
Dopo che, nel novembre 1906, il tentativo di far volare il Blériot IV, progettato e realizzato da Blériot in società con Gabriel Voisin, si tramutò in un insuccesso con l'irrimediabile distruzione del velivolo che non si alzò nemmeno da terra, i due ingegneri decisero di sciogliere il loro sodalizio. Entrambi fondarono quindi una propria società, Voisin la Appareils d'Aviation Les Frères Voisin e Blériot la Recherches Aéronautiques Louis Blériot.
A differenza del Blériot III e del Blériot IV, in cui Blériot aveva sposato l'utilizzo di almeno un'ala anulare, il Blériot V era un monoplano canard in configurazione spingente con fusoliera in legno rinforzata e rivestita con seta verniciata. L'aereo, che era spinto da un singolo motore Antoinette V-8 da 24 hp (18 kW) raffreddato ad acqua e posto sul retro, era dotato di due ali a sbalzo poste in alto, prive di cavi di sostegno, formanti un angolo di diedro e dalla complessa forma ispirata probabilmente a quella dei semi dell'albero Alsomitra macrocarpa.
Dalla vista in pianta, in un disegno del 1907, si vede che il bordo d'attacco delle ali formava un quarto di circonferenza, con una corda costante ed estremità alari ricurve. Le ali, poi, si potevano anche piegare verso l'alto per facilitare il trasporto dell'aeromobile.
Nell'aeromobile era presenta anche un piccolo equilibratore posto nella parte frontale della fusoliera così come un timone montato nella parte sottostante, che fungeva anche da pattino anteriore. Il sottocarro principale era costituito da una coppia di ruote da bicicletta con un unico corto asse agganciato a due montanti posti sotto la fusoliera all'altezza delle ali.

## Impiego operativo
Il primo tentativo di volo del Blériot V fu effettuato il 21 marzo 1907 dal Parc de Bagatelle quando Blériot fece una singola prova di rullaggio che si concluse con l'entrata in rotazione dell'aeromobile, il che causò il collasso del sottocarro e il danneggiamento del timone e dell'equilibratore.
Altri due tentativi furono poi effettuati il 26 marzo e il 2 aprile: il primo si concluse con danni analoghi a quelli del 21 marzo, mentre nel secondo tentativo fu danneggiata l'elica. Dopo questa terza prova, Blériot sostituì il timone frontale con uno più grande e semicircolare, montato su un sostegno posto dietro l'elica, aggiungendo poi una deriva al di sotto della fusoliera, più avanti rispetto alle ali, e una terza ruota, posta centralmente sotto al motore. Il 5 aprile fu quindi fatta un'ulteriore prova e, dopo circa 100 metri di corsa, la macchina finalmente si staccò brevemente da terra.
Preoccupato per la sua capacità di controllare il velivolo nella rigida brezza che soffiava, Blériot spense il motore e atterrò, rovinando ancora leggermente il carrello. Il Blériot V aveva volato soltanto per circa 6 metri, ma tuttavia questa era la prima volta che uno degli aerei di Blériot era riuscito a decollare con successo. Seguirono quindi altre prove, l'ultima delle quali avvenne il 19 aprile quando, viaggiando a una velocità di circa 50 km/h, l'aereo si sollevò dal suolo. Quando il muso del velivolo iniziò a salire, Blériot reagì abbassandolo eccessivamente e così dapprima il velivolo toccò terra col muso e poi si capovolse distruggendosi irrimediabilmente ma lasciando fortunatamente illeso il pilota.

### Annotazioni
1. ↑  Nella stessa fonte è tuttavia presente una fotografia che, seppur scattata con un'angolazione estremamente differente rispetto al disegno, lascia percepire una forma diversa dell'ala il cui andamento appare rettilineo al bordo d'attacco, con la curvatura a 90° verso la parte posteriore del velivolo che inizia solamente dopo la mezzeria di ciascuna semiala.

### Fonti
1. ↑  (FR) Jean Devaux e Michel Marani, Les Douze Premiers Aéroplanes de Louis Blériot (PDF), su Hyrdoretro. URL consultato il 23 ottobre 2018.
2. 1 2   Leonard E. Opdycke, French Aeroplanes Before the Great War, Schiffer, 1999,  p. 47, ISBN 0-7643-0752-5.
3. ↑   Ray Sanger, Bleriot in Britain 1899-1927, Air-Britain (Historians) Ltd, 2008,  pp. 6-8, ISBN 0-85130-399-4.
4. ↑  (EN) Peter Garrison, Technicalities: Strange Wings, su flyingmag.com, Flying, 4 maggio 2017. URL consultato il 2 dicembre 2018.
5. 1 2  (FR) Capitane F. Ferber, De la rapité avec laquelle les aviateurs sorientent vers l'avenir, in L'Aérophile, vol. 15, n. 2, febbraio 1907,  pp. 30-1. URL consultato il 23 ottobre 2018.
6. 1 2  (FR) G. Blanchet, L'aeroplane Louis Blériot, in L'Aérophile, vol. 15, n. 4, aprile 1907,  pp. 96-8. URL consultato il 23 ottobre 2018.
7. 1 2   Brian A. Elliott, Bleriot: Herald of an Age, Tempus, 2000,  p. 48, ISBN 0-7524-1739-8. URL consultato il 23 ottobre 2018.
8. ↑  (FR) Nouveaux essais de l'aeroplane Louis Blériot, in L'Aérophile, vol. 15, n. 5, maggio 1907,  p. 126. URL consultato il 23 ottobre 2018.